# Ann Hutchinson Guest
Pour les articles homonymes, voir Hutchinson et Guest.
Ann Hutchinson Guest (née à New York le 3 novembre 1918 et morte le 9 avril 2022 à Londres) est une danseuse américaine, experte internationale en notation Laban.

## Biographie
Élevée en Europe, Ann Hutchinson Guest découvre dans les années 1930 la notation de la danse à l'école Jooss-Leeder. Elle a acquis une solide expérience de danseuse et de notatrice auprès de chorégraphes tels que Jerome Robbins, Antony Tudor, George Balanchine ou Doris Humphrey.
Cofondatrice du Dance Notation Bureau (DNB, New York) en 1940, elle a fondé le Language of Dance Centre (LODC, Londres) en 1967.
Ses travaux ont notamment permis la reconstitution de ballets comme La Vivandière d'Arthur Saint-Léon ou L'Après-midi d'un faune de Vaslav Nijinski.
Elle travaillait à Londres.
Elle est l'épouse de l'historien de la danse Ivor Guest et signe ses ouvrages, depuis les années 1980, Ann Hutchinson Guest.

## Œuvres
- Labanotation, New York, New Directions Books, 1954. Préface de George Balanchine, introduction de Rudolf Laban. Deuxième édition : Labanotation : The System of Analyzing and Recording Movement, New York, Theatre Arts Books, 1970  (ISBN 0-415-96562-4).
- Fanny Elssler's « Cachucha », New York, Theater Arts  (ISBN 0878305750) ; Londres, Dance Books, 1981  (ISBN 0903102595).
- Your move. A new approach to the study of movement and dance, New York, Londres, Gordon and Breach, 1983  (ISBN 0-677-06350-4)
- Dance notation. The process of recording movement on paper, Londres, Dance Books, 1984  (ISBN 0-903102-75-7).
- La Vivandière. Pas de six, Londres, Routledge, 1995  (ISBN 2881249906).
- Choreographics. A comparison of dance notation systems from the Fifteenth Century to the present, Londres, Routledge, 1998  (ISBN 9057000032)